# Urobilinógeno
El urobilinógeno es un metabolito incoloro con estructura de tetrapirrol cuya fórmula molecular es C33H44N4O6. Se produce en el intestino de los vertebrados por acción de las bacterias de la flora anaerobia sobre la bilirrubina, procedente de las excreciones biliares en el tracto digestivo.
En pacientes sanos, aproximadamente la mitad del urobilinógeno es eliminado por vía renal, considerándose normales las cantidades que oscilan entre 1 y 4 miligramos cada 24 horas. El resto del urobilinógeno es reabsorbido por el sistema vascular portal y luego pasa al hígado, donde es procesado por los hepatocitos y excretado de nuevo en la bilis.
Cuando existen enfermedades hepáticas o hematológicas, en las que hay una mayor producción de bilirrubina, el sistema de transporte hepático se ve desbordado y una parte del urobilinógeno en exceso es eliminado por vía renal. En la orina, el urobilinógeno es transformado en urobilina, su variante oxidada, que presenta un color amarillento característico. El exceso de urobilinógeno en las heces es transformado en estercobilina, un pigmento de color marrón.

## Metabolismo

Esquema representativo del proceso de metabolismo de la bilirrubina hasta su transformación en urobilinógeno y su posterior excreción por orina o heces

El metabolismo de la bilirrubina comienza cuando los eritrocitos, cuya vida media se estima entre los 100 y 120 días, terminan su ciclo vital. Su membrana celular se disgrega, la hemoglobina que se halla en su interior se libera e inicia un proceso de degradación gracias a los macrófagos del bazo, del hígado y de la médula ósea. La hemoglobina se disocia en un grupo hemo y en globina por acción de la enzima hemo-oxigenasa. Ese grupo hemo se convierte en primer lugar en biliverdina y más tarde es convertida en bilirrubina por la acción de la biliverdina reductasa.
Una vez formada por los macrófagos, la bilirrubina viaja por el suero asociada a la albúmina. La bilirrubina no conjugada es captada por los hepatocitos. Dentro de las células hepáticas se asocia a las ligandinas y se conjuga con dos moléculas de ácido glucurónico. La enzima que cataliza esa conjugación es la UDP-glucuroniltransferasa, que provoca la producción de di-glucuronato de bilirrubina. Éste es transportado a la luz del canalículo biliar a través de transportadores específicos situados en la membrana del hepatocito.

## Test específico
Si se detectan valores anormales de urobilinógeno al realizar un análisis de orina rutinario, es conveniente realizar un examen más profundo para determinar las causas de esta anomalía y comprobar el estado de salud del paciente.
El test para detectar la presencia de urobilinógeno en la orina se basa en la reacción de este con la sal de diazonio estable p-metoxibenzeno diazonioﬂuoborato, la cual forma un colorante rojo azoico. Por norma general, el urobilinógeno debe estar presente en la orina cuando en la sangre del paciente se ha producido un aumento de bilirrubina no conjugada, aunque cada vez se tiene menos en cuenta por su rápida oxidación en contacto con el aire.
El límite de detección es de aproximadamente 7 µmol/L (0,4 mg/dL), en cuyo nivel el urobilinógeno también presente en la orina normal da una coloración rosa pálido. La diferenciación entre orina normal y patológica es posible comparando el color con una escala de colores estandarizada.
El test es especíﬁco para el urobilinógeno y no reacciona con otras sustancias diazopositivas, lo cual aporta cierta ventaja para su precisa detección. Tampoco se ve afectado por la interferencia de la prueba de Ehrlich. Si no aparece el característico color rojo al juntarse con porfobilinógeno, se puede deducir la presencia de ácido p-amino-salicílico, sulfamidas, sulfonilureas y otras sustancias en la orina.

## Variaciones de concentración

### Reducción de los niveles o ausencia

Representación gráfica de la forma estructural tetrapirrólica de una molécula de urobilinógeno

Si el sistema biliar extrahepático está obstruido, no llegará bilirrubina al intestino y no se detectará urobilinógeno en la orina o las heces, aunque no es posible detectar su ausencia total en un análisis estándar. También con terapia de antibióticos, la supresión de la flora intestinal habitual puede impedir la transformación de bilirrubina a urobilinógeno, causando la ausencia de este último en la orina.
La última de las causas de esta ausencia de urobilinógeno puede corresponder a una suspensión total de la secreción de la bilis (o colepoyesis) en el hígado, por ejemplo en casos de hepatitis vírica muy grave, o a lesiones hepatotóxicas severas.

### Aumento de los niveles
Las condiciones que ocasionan un aumento de los niveles de urobilinógeno en la orina y en las heces suelen ser enfermedades con un catabolismo alto de la hemoglobina. Algunas de ellas son:
- Hepatitis: un aumento de la concentración de urobilinógeno en la orina puede indicar el inicio de una hepatitis aguda.[2]
- Cirrosis
- Metástasis hepáticas
- Infartos hepáticos
- Ictericia hemolítica
- Resolución de grandes hematomas o grandes infartos hemorrágicos
- Colangitis: se caracteriza por inflamación del conducto biliar común, o colédoco.[19]

#### Riesgo de cáncer
Algunas investigaciones han concluido que las personas que poseen unos niveles medios más elevados de urobilinógeno fecal y de pH en sus heces son más propensas a padecer cáncer de colon en relación con otras personas de sus mismas características —edad, sexo y nivel socioeconómico— pero que tienen niveles más bajos.
Se ha llegado a considerar que las causas de estas diferencias se pudieran encontrar, en la dieta, en la forma de ingerir los alimentos y en la manera adecuada de masticarlos. También la ingesta de productos lácteos fermentados de forma habitual puede influir positivamente, actuando como protectores los ácidos grasos de la leche.

## Función antioxidante
Unos experimentos realizados a finales del año 2005 sugieren que el urobilinógeno tiene la capacidad de atrapar los radicales libres y, por tanto, de inhibir la reacción en cadena que tiene lugar en los procesos de oxidación, demostrando así ser un poderoso antioxidante que puede llegar a superar a otros como el betacaroteno, el alfatocoferol o la propia bilirrubina.

## Urobilinógeno en animales
Gracias a un estudio realizado por científicos de la Facultad de Ciencias Veterinarias de la Universidad Nacional del Nordeste, se llegó a la conclusión de que algunas especies de animales, como la rana toro (Lithobates catesbeianus), poseen cantidades apreciables de urobilinógeno en su orina, en ocasiones mezclado con eritrocitos, hemoglobina, leucocitos, gérmenes, bilirrubina, cuerpos cetónicos, proteínas y cilindros granulosos.
En este estudio se tomaron veintiséis individuos sanos de la especie Lithobates catesbeianus criados en cautiverio de manera controlada y se sometieron a un análisis de orina, cuya extracción se llevó a cabo mediante una punción vesical. Por medio de tiras reactivas, se pudo analizar la presencia de urobilinógeno junto con otros componentes. Adicionalmente, en el sedimento urinario obtenido por centrifugación mediante un examen microscópico, se verificó la existencia de células sanguíneas, como eritrocitos y leucocitos.